# District de Tân Phú
Le district de Tân Phú (vietnamien : Quận Tân Phú) est un arrondissement urbain d'Hô Chi Minh-Ville au Viêt Nam.

## Présentation
Le district de Tân Phú a pour voisins avec le 12e arrondissement au nord, le district de Tân Bình à l'Est, le district de Bình Tân à l'ouest, le 6e arrondissement et le 11e arrondissement au sud.
L'arrondissement se divise en 11 quartiers (phường) : Tân Sơn Nhì, Tây Thạnh, Sơn Kỳ, Tân Quý, Tân Thành, Phú Thọ Hòa, Phú Thạnh, Phú Trung, Hòa Thạnh, Hiệp Tân et Tân Thới Hòa.
Le district est traversé par la Route nationale 20.

## Galerie

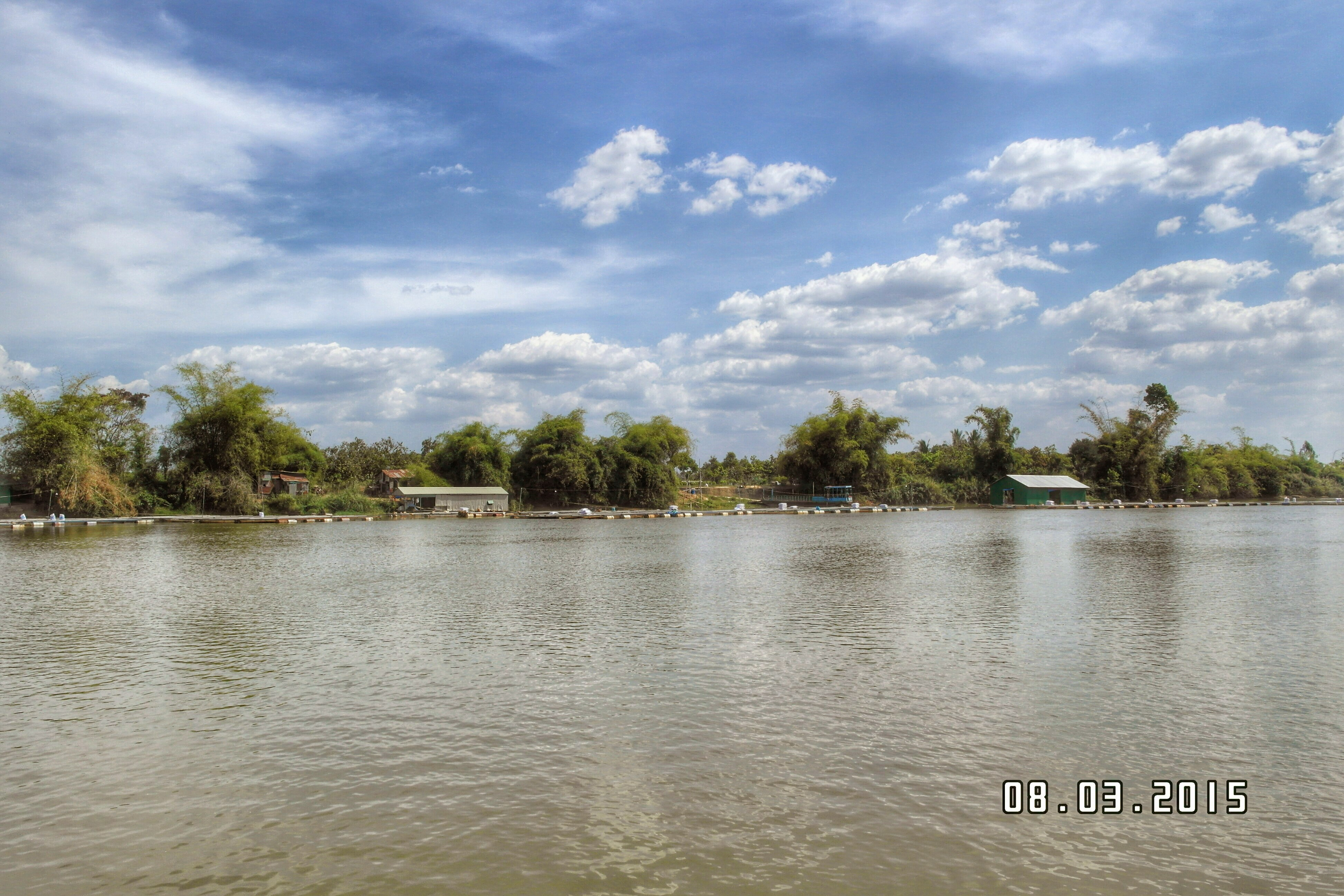
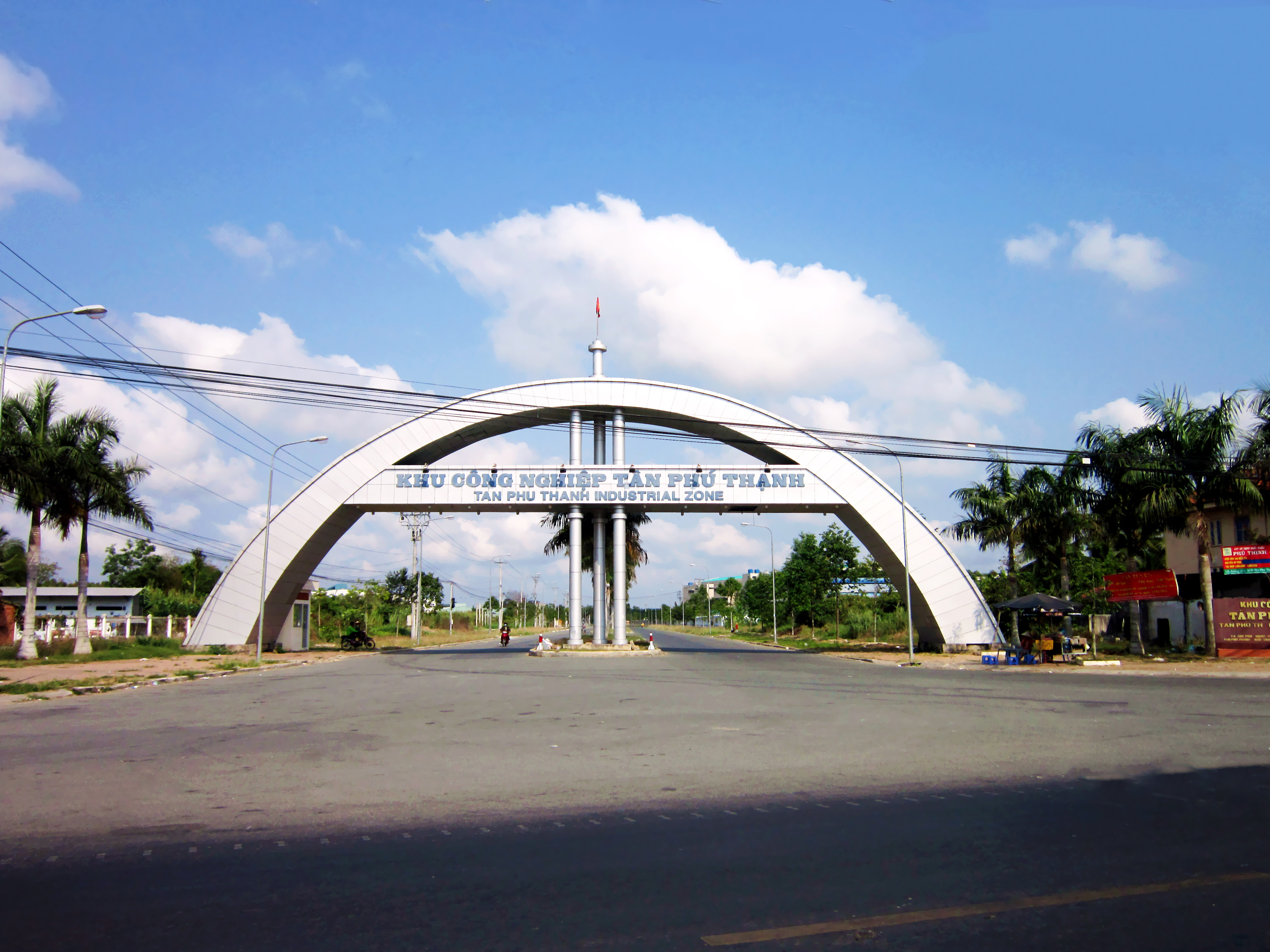
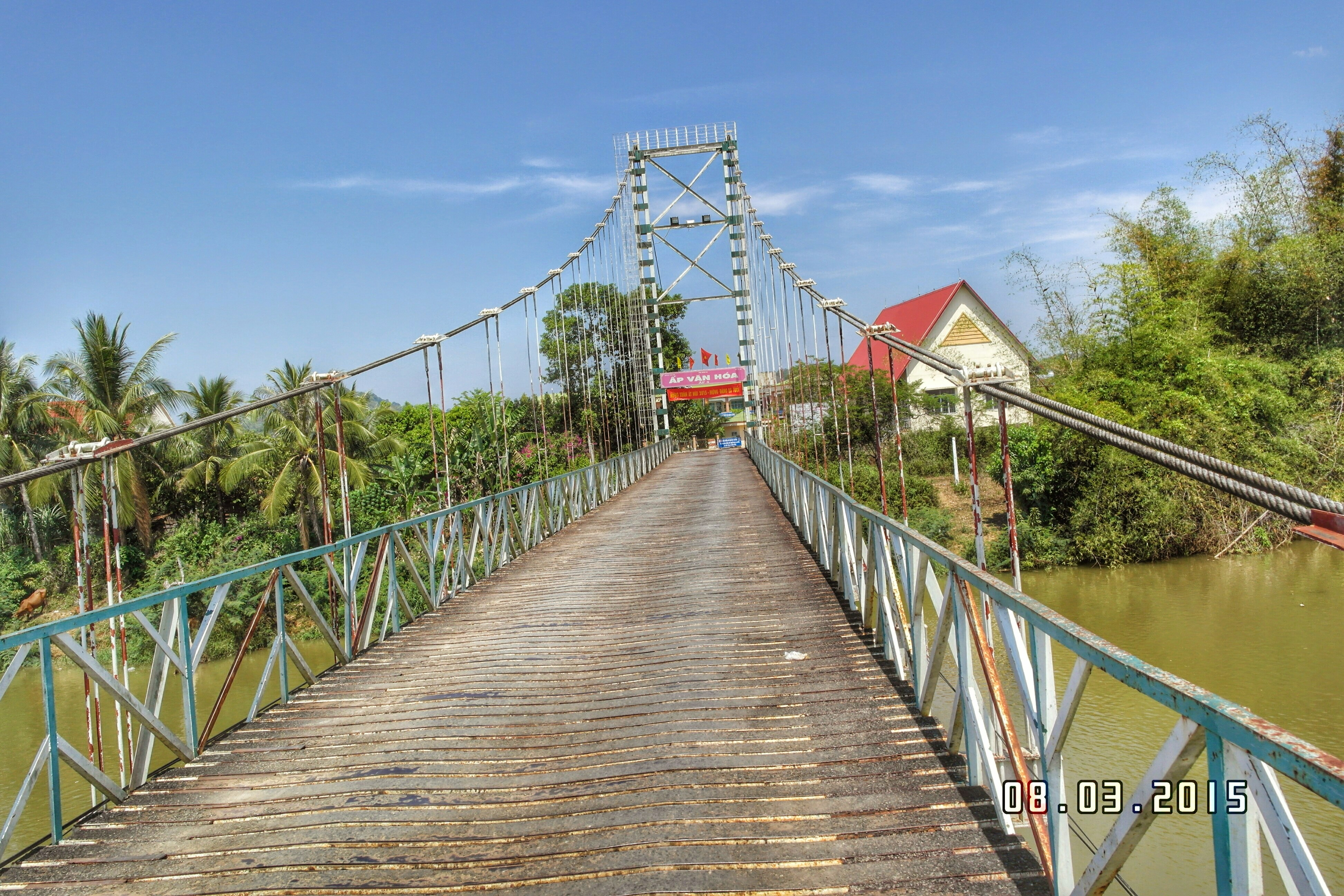